# Gynoplistia (Gynoplistia) jucunda
Gynoplistia (Gynoplistia) jucunda is een tweevleugelige uit de familie steltmuggen (Limoniidae). De soort komt voor in het Oriëntaals gebied.